# Mistrzostwa Świata Juniorów w Badmintonie 2018
Mistrzostwa Świata Juniorów w Badmintonie 2018 – 20. edycja Mistrzostwa świata juniorów. Całe zawody zostały rozegrane w dniach 5–18 listopada w Markham Pan Am Centre w Markhamie. Zawody drużynowe rozegrano w dniach 5–10 listopada, zaś konkurencje indywidualne – 11–18 listopada. Zawodnicy nie mogli mieć powyżej 19 lat. W rywalizacji w sześciu konkurencjach przystąpiło 48 reprezentacji.

## Medaliści
| Konkurencja          | Złoto | Srebro | Brąz |
| Mężczyźni            | | | |
| Gra pojedyncza       | Kunlavut Vitidsarn | Kodai Naraoka | Lakshya Sen |
| Gra pojedyncza       | Kunlavut Vitidsarn | Kodai Naraoka | Li Shifeng |
| Gra podwójna         | Di Zijian Wang Chang | Shin Tae-yang Wang Chan | Thanawin Madee Wachirawit Sothon |
| Gra podwójna         | Di Zijian Wang Chang | Shin Tae-yang Wang Chan | Liang Weikeng Shang Yichen |
| Kobiety              | | | |
| Gra pojedyncza       | Goh Jin Wei | Line Christophersen | Wang Zhiyi |
| Gra pojedyncza       | Goh Jin Wei | Line Christophersen | Wei Yaxin |
| Gra podwójna         | Liu Xuanxuan Xia Yuting | Pearly Koong Le Tan Ee Wei Toh | Agatha Imanuela Siti Fadia Silva Ramadhanti |
| Gra podwójna         | Liu Xuanxuan Xia Yuting | Pearly Koong Le Tan Ee Wei Toh | Febriana Dwipuji Kusuma Ribka Sugiarto |
| Konkurencje mieszane | | | |
| Gra mieszana         | Leo Rolly Carnando Indah Cahya Sari Jamil | Rehan Naufal Kusharjanto Siti Fadia Silva Ramadhanti | Shang Yichen Zhang Shuxian |
| Gra mieszana         | Leo Rolly Carnando Indah Cahya Sari Jamil | Rehan Naufal Kusharjanto Siti Fadia Silva Ramadhanti | Wang Chan Jeong Na-eun |
| Zawody drużynowe     | Chiny · Bai Yupeng · Chen Yingxue · Chen Yingying · Dai Enyi · Di Zijian · Feng Yanzhe · Guo Xinwa · Li Shifeng · Li Yijing · Liang Weikeng · Lin Fangling · Liu Xuanxuan · Shang Yichen · Wang Chang · Wang Zhiyi · Wei Yaxin · Xia Yuting · Zhang Shuxian · Zhang Weiyi · Zhou Mang | Korea Południowa · Choi Ji-hoon · Chung Da-jeong · Jang Eun-seo · Jeong Na-eun · Jeong U-min · Kim Dong-ju · Kim A-young · Kim Ga-lam · Kim Joon-young · Kim Seung-hyun · Kim So-jung · Lee Hak-joo · Lee Jung-hyun · Lee So-yul · Noh Min-woo · Park Ga-eun · Park Hyeon-seung · Shin Tae-yang · Wang Chan | Indonezja · Christian Adinata · Leo Rolly Carnando · Agatha Imanuela · Karono · Rehan Naufal Kusharjanto · Febriana Dwipuji Kusuma · Lisa Ayu Kusumawati · Daniel Marthin · Nita Violina Marwah · Ghifari Anandaffa Prihardika · Siti Fadia Silva Ramadhanti · Pramudya Kusumawardana Riyanto · Ikhsan Leonardo Imanuel Rumbay · Yasnita Enggira Setiawan · Ribka Sugiarto · Putri Syaikah · Bernadus Bagas Kusuma Wardana · Putri Kusuma Wardani · Stephanie Widjaya · Alberto Alvin Yulianto |
| Zawody drużynowe     | Chiny · Bai Yupeng · Chen Yingxue · Chen Yingying · Dai Enyi · Di Zijian · Feng Yanzhe · Guo Xinwa · Li Shifeng · Li Yijing · Liang Weikeng · Lin Fangling · Liu Xuanxuan · Shang Yichen · Wang Chang · Wang Zhiyi · Wei Yaxin · Xia Yuting · Zhang Shuxian · Zhang Weiyi · Zhou Mang | Korea Południowa · Choi Ji-hoon · Chung Da-jeong · Jang Eun-seo · Jeong Na-eun · Jeong U-min · Kim Dong-ju · Kim A-young · Kim Ga-lam · Kim Joon-young · Kim Seung-hyun · Kim So-jung · Lee Hak-joo · Lee Jung-hyun · Lee So-yul · Noh Min-woo · Park Ga-eun · Park Hyeon-seung · Shin Tae-yang · Wang Chan | Japonia · Shiena Fukumoto · Riko Gunji · Ryota Ichii · Taiki Kato · Takuma Kawamoto · Tsubasa Kawamura · Saki Kimura · Hiroki Midorikawa · Hirari Mizui · Hiroki Nakayama · Kodai Naraoka · Yu Oishi · Natsu Saito · Miyu Takahashi · Yuta Takei · Rumi Yoshida |

## Klasyfikacja medalowa
| Pozycja | Reprezentacja    | Złoto | Srebro | Brąz | Razem |
| ------- | ---------------- | ----- | ------ | ---- | ----- |
| 1.      | Chiny            | 3     | 0      | 5    | 8     |
| 2.      | Indonezja        | 1     | 1      | 3    | 5     |
| 3.      | Malezja          | 1     | 1      | 0    | 2     |
| 4.      | Tajlandia        | 1     | 0      | 1    | 2     |
| 5.      | Korea Południowa | 0     | 2      | 1    | 3     |
| 6.      | Japonia          | 0     | 1      | 1    | 2     |
| 7.      | Dania            | 0     | 1      | 0    | 1     |
| 8.      | Indie            | 0     | 0      | 1    | 1     |
| Razem   | Razem            | 6     | 6      | 12   | 24    |

## Występy reprezentacji Polski
Pierwszego dnia mistrzostw świata w indywidualnej części reprezentanci Polski zaliczyli trzy wygrane w pierwszych rundach. W grze pojedynczej Joanna Poddworny pokonała parę z Południowej Afryki 21–13, 21–17, natomiast Andrzej Niczyporuk wygrał z Mongołem Temuulenem Gombodordżem 21–14, 21–15. Później w grze mieszanej Andrzej w parze z Julią Pławecką wygrali z Południowoafrykańczykami Robertem Summersem i Chelsea Yiatsesą 21–10, 21–19. Porażki w pierwszej rundzie zanotowali Julia Pławecka, która przegrała ze Słowaczką Alexandrą Remeňovą 14–21, 16–21. Karol Budny nie miał szans w pokonaniu Chińczyka Liu Lianga, który oddał Polakowi tylko 15 punktów. W grze mieszanej Karol Budny i Dominika Kwaśnik ulegli Kanadyjczykom Kyle To i Crystal Lai 9–21, 6–21. Natomiast Mikołaj Szymanowski przegrał w grze pojedynczej z Lankijczykiem Dumindu Abeywickramą 15–21, 21–15, 14–21.
Już drugiego dnia zakończyli na drugiej rundzie swój udział zawodnicy i zawodniczki występujący w grach pojedynczych. Żadnemu z reprezentantów Polski nie udało się wygrać chociażby seta. W rywalizacji mężczyzn Andrzej Niczyporuk przegrał z rozstawionym z numerem 13 Niemcem Lukasem Reschem 6–21, 10–21, natomiast w zawodach kobiecych Joanna Podedworny nie potrafiła pokonać Węgierki Vivien Sándorházi, z którą przegrała 10–21, 7–21. W grach podwójnych tylko Agnieszce Forycie i Dominice Kwaśnik udało się pokonać w pierwszej rundzie parę z Południowej Afryki Megan de Beer i  Chelsea Yiatses 21–10, 21–9, jednak później przegrały ze Szwedkami Maleną Norrman Ashwathi Pillai w dwóch setach 13–21, 17–21. Na pierwszej rundzie zakończyli Andrzej Niczyporuk i Mikołaj Szymanowski, przegrywając ze Słowakami Andrejem Antošką i Jakubem Horákiem 16–21, 12–21. Po wolnych losach w drugiej rundzie odpadli również Karol Budny i Mikołaj Wrzalik, którzy przegrali ze Szwedami Joelem Hanssonem i Melkerem Z-Bexellem 16–21, 19–21. Porażki w tej rundzie doznały także Julia Pławecka i Joanna Podedworny z reprezentantkami Kanady Crystal Lai i Wendą Zhang 9–21, 16–21. Po drugim dniu mistrzostw pozostały jedynie dwa miksty.
Trzeciego dnia mistrzostw wszyscy reprezentacji Polski zakończyli swój udział w zawodach. Jako ostatni odpadli dwa miksty. Mikołaj Wrzalik i Agnieszka Foryta przegrali w drugiej rundzie z Indyjczyków Saipratheeka Krishnaprasada i Ashwini Bhat 10–21, 13–21. Z kolei Andrzej Niczyporuk i Julia Pławecka ulegli rozstawionymi z numerem siódmym Francuzami Fabienem Delruem i Juliettą Moinardą 6–21, 6–21.
| Zawodnik                               | Konkurencja    | 1/64 finału                                                               | 1/32 finału                                                 | 1/16 finału | 1/8 finału | Ćwierćfinał | Półfinał | Finał |
| -------------------------------------- | -------------- | ------------------------------------------------------------------------- | ----------------------------------------------------------- | ----------- | ---------- | ----------- | -------- | ----- |
| Karol Budny                            | Gra pojedyncza | Liu Liang P 7–21, 8–21                                                    | NQ                                                          | NQ          | NQ         | NQ          | NQ       | NQ    |
| Mikołaj Szymanowski                    | Gra pojedyncza | Dumindu Abeywickrama P 15–21, 21–15, 14–21                                | NQ                                                          | NQ          | NQ         | NQ          | NQ       | NQ    |
| Andrzej Niczyporuk                     | Gra pojedyncza | Temuulen Gombodordż W 21–14, 21–15                                        | Lukas Resch [13] P 6–21, 10–21                              | NQ          | NQ         | NQ          | NQ       | NQ    |
| Julia Pławecka                         | Gra pojedyncza | Alexandra Remeňová P 14–21, 16–21                                         | NQ                                                          | NQ          | NQ         | NQ          | NQ       | NQ    |
| Joanna Podedworny                      | Gra pojedyncza | Megan de Beer W 21–13, 21–17                                              | Vivien Sándorházi [7] P 10–21, 7–21                         | NQ          | NQ         | NQ          | NQ       | NQ    |
| Andrzej Niczyporuk Mikołaj Szymanowski | Gra podwójna   | Andrej Antoška Jakub Horák P 16–21, 12–21                                 | NQ                                                          | NQ          | NQ         | NQ          | NQ       | NQ    |
| Karol Budny Mikołaj Wrzalik            | Gra podwójna   | Wolny los                                                                 | Joel Hansson Melker Z-Bexell P 16–21, 19–21                 | NQ          | NQ         | NQ          | NQ       | NQ    |
| Julia Pławecka Joanna Podedworny       | Gra podwójna   | Wolny los                                                                 | Crystal Lai Wendy Zhang P 9–21, 16–21                       | NQ          | NQ         | NQ          | NQ       | NQ    |
| Agnieszka Foryta Dominika Kwaśnik      | Gra podwójna   | Megan de Beer Chelsea Yiatses W 21–10, 21–9                               | Malena Norrman Ashwathi Pillai P 13–21, 17–21               | NQ          | NQ         | NQ          | NQ       | NQ    |
| Mikołaj Wrzalik Agnieszka Foryta       | Gra mieszana   | Chirath Illeperumachchi Thanushi Anuthara Ratnayaka W 21–10, 20–22, 21–18 | Saipratheek K. Krishnaprasad Ashwini Bhat K. P 10–21, 13–21 | NQ          | NQ         | NQ          | NQ       | NQ    |
| Andrzej Niczyporuk Julia Pławecka      | Gra mieszana   | Robert Summers Chelsea Yiatses W 21–10, 21–19                             | Fabien Delrue [7] Juliette Moinard [7] P 6–21, 6–21         | NQ          | NQ         | NQ          | NQ       | NQ    |
| Karol Budny Dominika Kwaśnik           | Gra mieszana   | Kyle To Crystal Lai P 9–21, 6–21                                          | NQ                                                          | NQ          | NQ         | NQ          | NQ       | NQ    |

Zawody drużynowe
Reprezentacja Polski została sklasyfikowana na 37. miejscu w zawodach drużynowych. Po wyrównanym meczu o tę pozycję wygrała z Makau 3:2. Decydujący punkt zdobyli w grze mieszanej Agnieszka Foryta i Mikołaj Wrzalik, którzy wygrali w dwóch setach z Lam Hou Him i Wong Cheng Wa.
| Konkurencja             | Zawodnik                               | Wynik               | Przeciwnik                                   |
| Grupa B                 | Szwecja                                | 5–0                 | Polska                                       |
| ----------------------- | -------------------------------------- | ------------------- | -------------------------------------------- |
| Gra mieszana            | Tilda Sjöö Melker Z-Bexell             | 21–13, 21–9         | Agnieszka Foryta Mikołaj Wrzalik             |
| Gra pojedyncza mężczyzn | Johan Azelius                          | 21–11, 21–12        | Mikołaj Szymanowski                          |
| Gra podwójna mężczyzn   | Joel Hansson Melker Z-Bexell           | 21–13, 21–10        | Andrzej Niczyporuk Mikołaj Wrzalik           |
| Gra pojedyncza kobiet   | Ashwathi Pillai                        | 21–12, 21–6         | Joanna Podedworny                            |
| Gra podwójna kobiet     | Malena Norrman Tilda Sjöö              | 21–10, 21–7         | Agnieszka Foryta Julia Pławecka              |
| Grupa B                 | Malezja                                | 5–0                 | Polska                                       |
| Gra mieszana            | Goh Jin Wei Roy King Yap               | 21–6, 21–5          | Julia Pławecka Mikołaj Wrzalik               |
| Gra pojedyncza mężczyzn | Tze Yong Ng                            | 21–8, 21–9          | Andrzej Niczyporuk                           |
| Gra pojedyncza kobiet   | Eoon Qi Xuan                           | 21–8, 21–7          | Joanna Podedworny                            |
| Gra podwójna mężczyzn   | Chia Wei Jie Chua Yue Chern            | 21–6, 21–4          | Andrzej Niczyporuk Mikołaj Szymanowski       |
| Gra podwójna kobiet     | Pearly Koong Le Tan Ee Wei Toh         | 21–7, 21–10         | Agnieszka Foryta Julia Pławecka              |
| Grupa B                 | Ukraina                                | 4–1                 | Polska                                       |
| Gra pojedyncza kobiet   | Walerija Masajło                       | 16–21, 21–19, 14–21 | Joanna Podedworny                            |
| Gra pojedyncza mężczyzn | Iwan Miedyński                         | 21–20, 21–16        | Mikołaj Szymanowski                          |
| Gra podwójna kobiet     | Anastasija Prozorowa Walerija Rudakowa | 21–16, 9–21, 21–15  | Agnieszka Foryta Julia Pławecka              |
| Gra podwójna mężczyzn   | Glib Beketow Mychajło Machnowski       | 21–16, 21–16        | Andrzej Niczyporuk Mikołaj Wrzalik           |
| Gra mieszana            | Danyło Bosniuk Walerija Masajło        | 21–9, 19–21, 21–11  | Agnieszka Foryta Mikołaj Szymanowski         |
| Grupa B                 | Kanada                                 | 5–0                 | Polska                                       |
| Gra mieszana            | Stanley Feng Katie Ho-Shue             |                     | Julia Pławecka Mikołaj Wrzalik               |
| Gra pojedyncza mężczyzn | Kevin Wang                             | 21–8, 21–15         | Andrzej Niczyporuk                           |
| Gra podwójna mężczyzn   | Andrew Choi Victor Lu                  | 21–23, 22–20, 21–16 | Mikołaj Szymanowski Mikołaj Wrzalik          |
| Gra pojedyncza kobiet   | Catherine Choi                         | 21–10, 21–10        | Joanna Podedworny                            |
| Gra podwójna kobiet     | Talia Ng Wendy Zhang                   | 21–17, 21–11        | Agnieszka Foryta Julia Pławecka              |
| O miejsca 33–40         | Nowa Zelandia                          | 3–1                 | Polska                                       |
| Gra mieszana            | Dacmen Vong Jacqueline Yu              | 21–13, 21–14        | Andrzej Niczyporuk Julia Pławecka            |
| Gra pojedyncza mężczyzn | Edward Lau                             | 21–8, 21–7          | Mikołaj Szymanowski                          |
| Gra pojedyncza kobiet   | Ella Smith                             | 18–21, 18–21        | Joanna Podedworny                            |
| Gra podwójna mężczyzn   | Ryan Tong Dacmen Vong                  | 21–18, 21–13        | Mikołaj Szymanowski Mikołaj Wrzalik          |
| Gra podwójna kobiet     | Roanne Apalisok Jacqueline Yu          | Nie rozegrano       | Agnieszka Foryta Julia Pławecka              |
| O miejsca 33–40         | Polska                                 | 3–1                 | Mongolia                                     |
| Gra mieszana            | Agnieszka Foryta Mikołaj Wrzalik       | 21–16, 21–12        | Badamlyankhua Batbajar Temuulen Gombodordż   |
| Gra pojedyncza mężczyzn | Andrzej Niczyporuk                     | 13–21, 15–21        | Sumijasuren Enchbat                          |
| Gra pojedyncza kobiet   | Julia Pławecka                         | 21–6, 21–5          | Munchnar Lchagwasuren                        |
| Gra podwójna mężczyzn   | Mikołaj Szymanowski Mikołaj Wrzalik    | 21–9, 14–21, 21–17  | Sumijasuren Enchbat Temuulen Gombodordż      |
| Gra podwójna kobiet     | Agnieszka Foryta Joanna Podedworny     | Nie rozegrano       | Badamljanchua Batbajar Munchnar Lchagwasuren |
| O miejsca 33–40         | Polska                                 | 3–2                 | Makau                                        |
| Gra pojedyncza mężczyzn | Mikołaj Szymanowski                    | 12–21, 16–21        | Pang Fong Pui                                |
| Gra pojedyncza kobiet   | Joanna Podedworny                      | 21–13, 21–11        | Chio Weng U                                  |
| Gra podwójna mężczyzn   | Andrzej Niczyporuk Mikołaj Szymanowski | 13–21, 12–21        | Pui Ngai Che Leong Iok Chong                 |
| Gra podwójna kobiet     | Julia Pławecka Joanna Podedworny       | 21–14, 21–15        | Cheong I Teng Chio Weng U                    |
| Gra mieszana            | Agnieszka Foryta Mikołaj Wrzalik       | 21–16, 21–13        | Lam Hou Him Wong Cheng Wa                    |